# Maria Rita Epik
Maria Rita Epik (* 1. Januar 1958 in Izmir) ist eine türkische Musikerin italienischer Abstammung, die 1979 die türkische Vorentscheidung zum Eurovision Song Contest gewann. 

## Leben und Karriere
Epik hatte erste Kontakte zur Musik während ihrer Kinderjahre im Chor des Italienischen Kindergartens von Izmir. Nach Absolvierung der Grundschule Gazi und des Türkischen College Izmir begann und absolvierte sie ein Studium der Betriebswirtschaftslehre an der Ägäis-Universität in Izmir. Ab 1981 studierte sie Musik an der Virginia Polytechnic Institute and State University in den USA.
Bekanntheit in der Türkei erlangte sie durch ihren Sieg bei der türkischen Vorentscheidung zum Eurovision Song Contest im Jahre 1979. Zusammen mit der Gruppe „21. Peron“ (deutsch „21. Bahngleis“) sollte sie die Türkei mit dem Lied Seviyorum (deutsch „Ich liebe“) beim Eurovision Song Contest 1979 in Israel vertreten. Allerdings zog die Türkei aus politischen Gründen ihre Teilnahme im letzten Moment zurück, so dass Epik nicht teilnehmen konnte. Der Grund war wirtschaftlicher Druck seitens der arabischen Länder aufgrund der Probleme mit Israel, das erstmals Austragungsort des Wettbewerbs sein sollte.
Nach der geplatzten Eurovisionsteilnahme veröffentlichte Epik im gleichen Jahr ihr erstes Album, das den Titel Tanışma (deutsch „Kennenlernen“) trug. 1986 begann sie, als Musiklehrerin zu arbeiten. Auf Angebot von Oğuz Tatiş verwaltete sie zuerst eine Yamaha-Musikschule. 1990 gründete sie die Musikschule Epik in Izmir, die sie noch heute leitet. 
Ihre Komposition Peki Ben Niye Öldüm („Warum bin ich gestorben“, 1994) widmete sie dem Attentatsopfer Uğur Mumcu, ihre Komposition Ave Maria (1999) der verstorbenen Opernkünstlerin Zehra Yıldız.

## Diskografie

### Alben
- 1979: Tanışma („Das Kennenlernen“)
- 1989: Yanımda yoksun („Du bist nicht bei mir“)
- 2005: Aradan uzun zaman geçti („Es ist seitdem viel Zeit vergangen“)

### Singles
- 1979: Seviyorum (mit 21. Peron)